# Meuschenia flavolineata
Meuschenia flavolineata es una especie de peces de la familia Monacanthidae en el orden de los Tetraodontiformes.

## Morfología
Los machos pueden llegar alcanzar los 30 cm de longitud total.
- Número de  vértebras: 20.[1][2]

## Hábitat
Es un pez de mar de clima templado y asociado a los  arrecifes de coral que vive entre 15-50 m de profundidad.

## Distribución geográfica
Se encuentra al sur de Australia: desde el sur de Australia Occidental hasta Nueva Gales del Sur y Tasmania.

## Observaciones
Es inofensivo para los humanos.